# Émetteur de Donebach

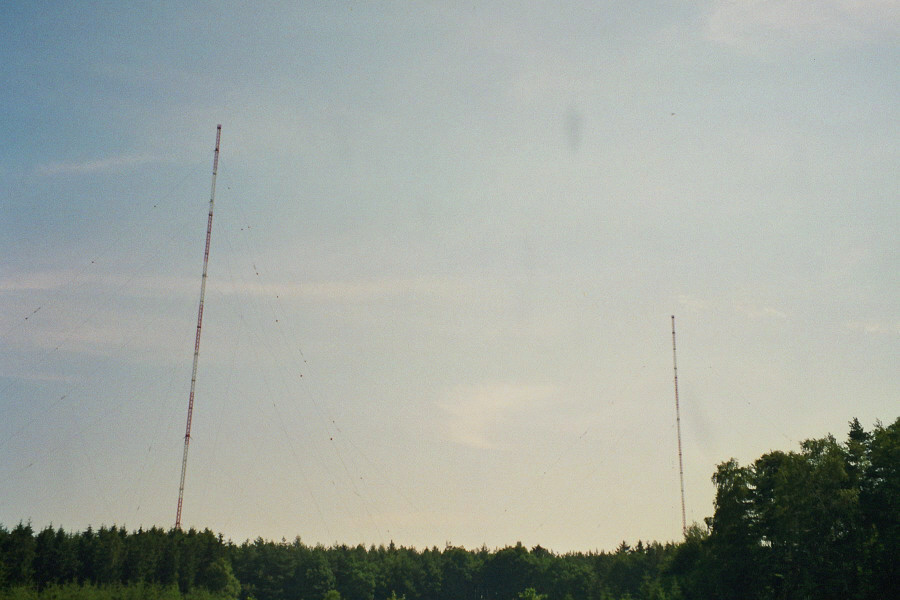
L'émetteur de Donebach

L'émetteur de Donebach est un émetteur radio grandes ondes situé à Donebach, dans le land allemand de Bade-Wurtemberg. Ses mâts, d'une hauteur de 363 m, en font la 2e structure la plus haute d'Allemagne (après la tour de télévision de Berlin). Les deux mâts ont été détruits en mars 2018.

## Caractéristiques
L'émetteur de Donebach est un émetteur grandes ondes de 500 kW utilisant la fréquence 153 kHz et transmettant le programme de Deutschlandfunk (Deutsche Telekom).
Les mâts de l'émetteur sont la 2e structure la plus haute d'Allemagne (la tour de télévision de Berlin est légèrement plus haute avec 368 m).
La fréquence de l'onde porteuse est donnée par une horloge atomique au rubidium située dans l'enceinte de la station.
Les coordonnées géographiques des deux mâts sont 49° 33' 36" N, 9° 10' 55" E et 49° 33' 43" N, 9° 10' 28" E.

## Historique
L'émetteur fut construit entre 1965 et 1967 sur un aérodrome désaffecté et fut mis en service le 10 mars 1967, utilisant alors quatre mâts de 200 m de haut reliés par des câbles à leur sommet, connectés à un cinquième mât central alimenté avec le programme radio. Ce système de transmission omnidirectionnel conduisait à des interférences avec l'émetteur roumain de Braşov qui utilisait la même fréquence ; ainsi, bien qu'une puissance d'émission maximale de 250 kW était possible, seuls 70 kW étaient utilisés. Des brouillages occasionnels de Brașov se produisirent néanmoins malgré cette puissance réduite et l'émetteur de Donebach fut reconstruit en 1972 : deux mâts furent démontés et les deux autres reconstruits afin d'obtenir une puissance d'émission minimale vers Braşov.
Le plan d'émission de Genève de 1975 stipula les limites de l'émetteur de Donebach ; la puissance maximale admise était de 500 kW le jour et 250 kW la nuit, toujours avec un minimum dans la direction de Braşov. Ainsi, deux nouveaux émetteurs furent installés en 1982 avec une puissance de 250 kW chacun. Les mâts furent alors remplacés par deux nouveaux mâts de 363 m de haut, reliés à la terre, la puissance d'émission étant transmise par des câbles. Le haut des nouveaux mâts est en fait constitué des anciens mâts.  
La DLF a arrêté la diffusion sur cette fréquence le 31 décembre 2014, tout comme sur celle de l'émetteur de Aholming qui diffusait le même programme sur 207 khz.
En mars 2018 une opération de destruction des mâts par explosion des câbles porteurs signe le démantèlement complet de cet émetteur.